# Jack Dempsey
William Harrison "Jack" Dempsey (24. juni 1895 – 31. maj 1983) var en amerikansk bokser og verdensmester i sværvægtsboksning. 
Han vandt mesterskabet i 1919 i en legendarisk kamp mod Jess Willard og tabte i 1926 titlen til Gene Tunney foran mere end 120.000 tilskuere. 
Jack Dempsey har fået opkaldt cicliden (Archotentrus octofasciatum) efter sig; angiveligt grundet fiskens aggressive adfærd.